# フェルズ
| a5 | b5             | c5                          | d5             | e5 |
| a4 | b4 black cross | c4                          | d4 black cross | e4 |
| a3 | b3             | c3 white upside-down bishop | d3             | e3 |
| a2 | b2 black cross | c2                          | d2 black cross | e2 |
| a1 | b1             | c1                          | d1             | e1 |

フェルズ（ferz、fers）またはフィルズは、フェアリーチェスの駒の一つであり、斜めに1マス移動できる。

## 歴史と命名

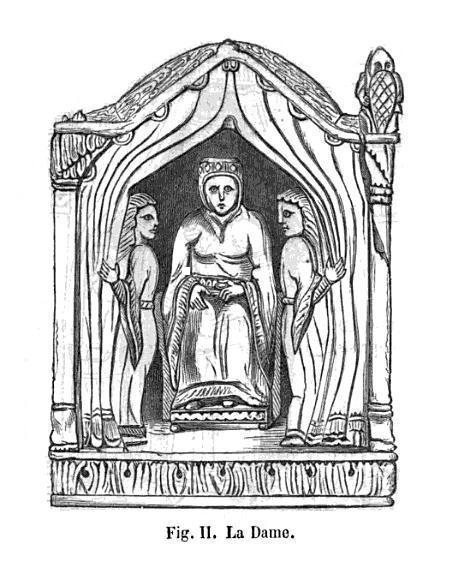
クイーン（フランス語: La Dame）がフェルズの動きだった頃の絵。

フェルズは非常に古い駒であり、全ての将棋類の祖先であるチャトランガおよびシャトランジに登場し、またタメルラン・チェスといった一部の非常に初期のチェス類でも使われた。シャンチー（中国象棋）の仕・士はフェルズのように動くが、移動できる範囲に制限がある。フェルズは、クイーンとビショップが現代の動きに発展した1300年頃までは標準的なチェスの駒であった。また、大将棋といった歴史的な日本の将棋類にも猫刄という名称の同じ動きの駒が存在する。
タイのマークルックの「メット（種）」という駒はシャトランジのフェルズから変化していない。マークルックとシャトランジの違いは駒の初期配置とポーンに相当するビア（貝）の成りのルールである。したがって、シャトランジのエンドゲーム理論の大半はマークルックについても有効である。
この駒は元々は「マントリ」（mantri。サンスクリット語で「大臣」または「顧問」を意味する）と呼ばれていた。これがペルシア人によってfarzin（「顧問」または「賢人」の意）と翻訳された。これがアラブ人によってfirzと縮められて、中世ヨーロッパにおいてferzまたはfersとなった。その英語での名称は後に「クイーン」（女王）に変化したが、ロシア語やウクライナ語では現在でもクイーンの駒をferz (ферзь) と呼ぶ。

## 価値
フェルズそれ自身の価値はナイトの約半分である。もし3体のフェルズが全て同じ色のマスにいなければ、3体のフェルズとキングで裸のキングをチェックメイト状態に追い込める。2体のフェルズとキングで裸のキングをステイルメイトに追い込めるが、簡単ではない。ルーク対フェルズのエンドゲームはルークの勝ちである。カラーバウンドであるにもかかわらず、フェルズは基本的な変則チェスのリーパー駒の中ではオープニング局面で最強であり、ワズィールよりも強い。これはフェルズがより大きな前方への機動性を有しているためである。キングが角に十分近く、フェルズと同じ色のマスに位置していれば、1体のワズィールと1体のフェルズで裸のキングをチェックメイトできる。2体のワズィールではチェックメイトできない。1体のナイトと1体のワズィールは裸のキングをチェックメイトできるが、1体のナイトと1体のフェルズはキングが角に十分近く、フェルズと同じ色のマスに位置している時に限りチェックメイトできる。ワズィールはほとんどのエンドゲームではフェルズよりも優れている。